# Erhard Buschbeck
Erhard Buschbeck (* 6. Jänner 1889 in Salzburg, Österreich-Ungarn; † 2. September 1960 in Wien) war ein österreichischer Schriftsteller und Dramaturg.

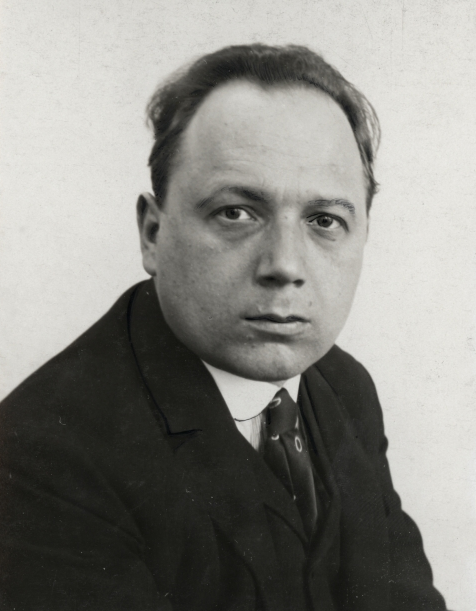
Aufnahme von Max Fenichel (1930er-Jahre)

## Leben

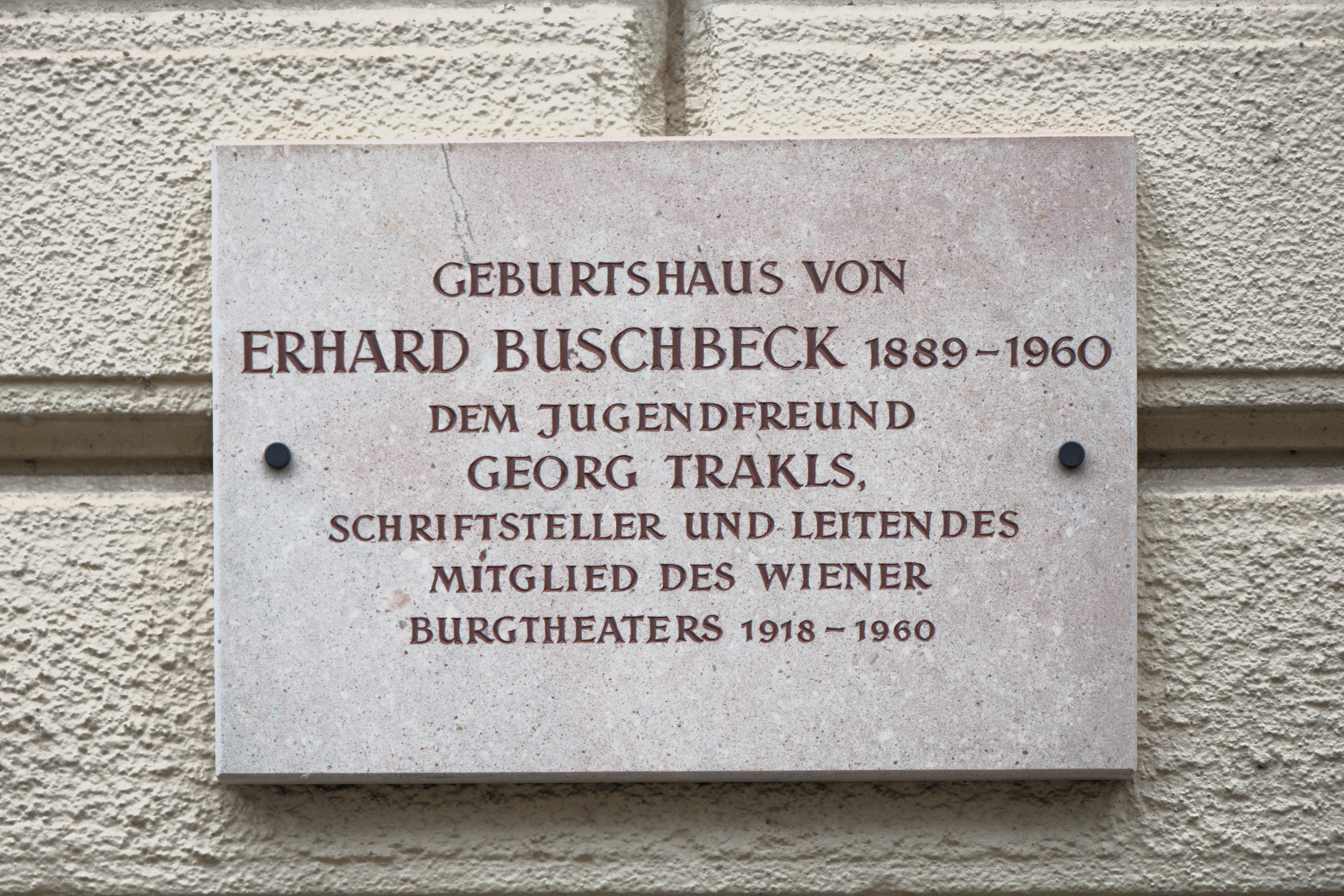
Gedenktafel am Salzburger Geburtshaus Ernest-Thun-Straße 9

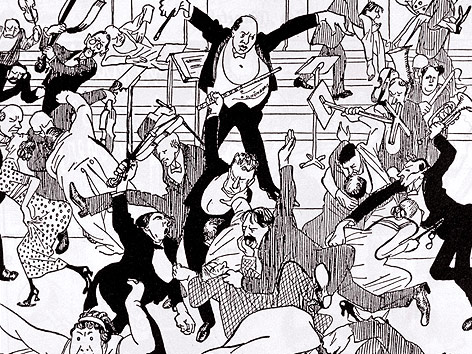
Watschenkonzert, am Pult Arnold Schönberg, Karikatur in Die Zeit vom 6. April 1913

Erhard Buschbeck studierte Rechtswissenschaften, Kunstgeschichte und Archäologie an der Universität Wien. Früh stark gefördert von Hermann Bahr, dessen Trauzeuge er 1909 war, standen sich die beiden das Leben lang nahe. Er war bis 1913 ein enger Freund von Georg Trakl, über den er auch 1917 sein erstes Werk Georg Trakl. Ein Requiem veröffentlichte. Mit dessen Schwester Grete Trakl war er eng befreundet und besorgte ihr manchmal Opium. Kurz waren sie auch liiert, weshalb Georg Trakl die Freundschaft beendete.
Von 1911 bis 1913 war er Mitherausgeber der Zeitschrift Der Ruf und leitendes Mitglied des „Akademischen Verbandes für Literatur und Musik“ – in dieser Eigenschaft war er Organisator des legendären Watschenkonzerts von 1913, bei dem er einen die Aufführung störenden Konzertbesucher geohrfeigt haben soll, was zu einem gerichtlichen Nachspiel führte.
1918 bis 1960 war er an der Direktion des Wiener Burgtheaters im organisatorischen Bereich beteiligt. Außerdem war er von 1929 bis 1931 Professor am Max-Reinhardt-Seminar. Privat war er in den letzten Jahren mit Lotte Tobisch liiert. Sein Nachlass ist in der Österreichischen Nationalbibliothek.
Erhard Buschbecks Grab befindet sich auf dem Grinzinger Friedhof (Gruppe 32, Reihe 6, Nr. 20).

## Auszeichnungen
- 1955: Großes Ehrenzeichen für Verdienste um die Republik Österreich[3]

## Werke
- Wolf Dietrich. Roman. Verlag Der Kentaur, Leipzig/Wolgast 1919.
- Ersehnte Weite. „Die Dampftramway“ und andere Salzburger Erinnerungen. Nachwort von Hans Weichselbaum, Otto Müller Verlag, Salzburg 2000, ISBN 3-7013-1014-9.